# A Comédia Divina
A Comédia Divina é um filme brasileiro do gênero comédia, dirigido por Toni Venturi, baseado no conto A Igreja do Diabo, de Machado de Assis. O filme foi lançado em 19 outubro de 2017.

## Sinopse
Raquel (Monica Iozzi) é uma jornalista recém-formada que é contratada para apresentar um programa jornalístico que passar por uma crise. Ela tem um caso com o âncora do jornal, o garanhão Mateus (Dalton Vigh). Seu ex-namorado Lucas (Thiago Mendonça) trabalha na produção, ele não se conforma com o término do relacionamento com Raquel. Incomodada com a presença dele, ela vê sua carreira deslanchar por um furo de reportagem: o Diabo (Murilo Rosa) acaba de abrir sua própria igreja na Terra.

## Elenco
- Murilo Rosa como Diabo
- Monica Iozzi como Raquel
- Thiago Mendonça como Lucas
- Juliana Alves como Lilith
- Dalton Vigh como Mateus
- Débora Duboc como Ester
- Thogun Teixeira como Santana
- Zezé Mota como Deus (participação especial)

## Recepção
Em sua crítica para o Papo de Cinema, Robledo Milani disse que "diante de uma ambientação que lhe é estranha, Toni Venturi entrega uma obra anacrônica, que não se encaixa nem dentro da proposta do gênero a qual tenta se afiliar, e muito menos no conjunto de trabalho do seu realizador." No AdoroCinema, Rodrigo Torres disse que tem "algumas ideias, boas e ruins. Mas não desenvolve nenhuma delas. Nem o conto de Machado, nem a referência a Dante. Sem ser ácido, sem ser engraçado. Sendo só ingênuo: pelo desperdício de obras tão sofisticadas, pelo manuseio desconexo dos temas que propõe, pelo exercício precário da linguagem cinematográfica."